# Little Longstone
Little Longstone is een civil parish in het bestuurlijke gebied Derbyshire Dales, in het Engelse graafschap Derbyshire. In 2001 telde het dorp 103 inwoners.